# Чарлз Фрай
Чарлз Фрай (на английски: Charles Burgess Fry) е британски спортист, политик, дипломат, писател и журналист.

## Английски национал по футбол се пробва за крал на Албания
Много играчи като Пеле и Зико са определяни за крале на футбола и въпреки че са имали милиони „поданици“ така и не са докосвали реалната власт. Случаят с английския национал Чарлз Фрай е малко по-различен, тъй като той е бил на крачка от трона на Албания в буквалния смисъл на думата.
Всъщност няма да сме коректни ако кажем, че Фрай е само футболист. Той е полимат. Това е човек който се занимава с няколко неща едновременно, а за спортист-човек, състезаващ се в няколко дисциплини. За широката общественост нашият герой е по-известен като състезател по крикет, като почти до средата на ХХ век държи няколко от рекордите в този спорт.
Именно покрай крикета индийския принц Ранджитсинхджи му помага да навлезе в сферата на дипломацията. По време на срещата на Лигата на нациите в Женева през 1920 г. Фрай е част от официалната делегация на Индия. В Швейцария той получава изненадващото предложение да стане крал на Албания. Според собствените му думи Фрай не е приел предложението заради размириците в страната. И до днес обаче албанските историци подминават темата с мълчание.
Фрай има зад гърба си и доста сериозна футболна кариера, започнала в Оксфордския университет. През 1894 г. той е привлечен от Коринтианс, който по това време е най-добрият аматьорски тим и се гордее с това, че нито един от играчите му не е избрал професионализма. Очевидно този фактор не е от значение за младия Чарлз, който през 1900 г. подписва професионален договор със Саутхямптън. Още в дебюта си срещу Тотнъм Фрай прави впечатление с добрата си игра въпреки патологичната си ненавист към силовите единоборства и само година по-късно вече е част от национаналния отбор на Англия. Впоследствие срещата срещу Финландия се оказва единственият му международен мач, но големият му удар е през 1902/03. Тогава той играе във всичките 8 мача на Саутхямптън за ФА Къп, който стига до финала и губи след преиграване от Шефийлд Юнайтед. След като на няколко пъти неуспешно пробва да играе като нападател, Фрай разбира, че повече няма какво да прави при „светците“ и преминава в големия им съперник Портсмут. Множеството контузии обаче не му позволяват да играе редовно за „помпи“ и той записва едва 2 мача.
Преломна за живота на Фрай се оказва срещата му с Адолф Хитлер през 1934 г. Англичанинът убедено заявява на Фюрера, че може да направи от Германия водеща сила в... крикета. Според него този спорт е по-лесно възприемчив от северните народи затова напълно се вписва в стилистиката на доктрината за арийския дух. Чрез съдействието на немския външен министър фон Рибентроп Фрайуспява да изпрати няколоко момчета от Хитлерюгенд (младежката организация на нацистката партия) в Англия, където да видят отблизо новия спорт и да го разпространят. Ентусиазмът им обаче не е особено голям и през 1938 г. отношенията на бившия английски национал с Третия райх са прекратени. През 1956 г. „Великият старец на спорта“, както Фрай е наричан от журналистите, умира, оставяйки след себе си много хляб за любителите на сензациите.

## Световен рекорд в скока на дължина
Освен всичките си други таланти Чарлз Фрай е бил най-силният британски лекоатлет на дълъг скок. Постижението му от 7,17 м. през 1883 г. е изравнен световен рекорд на американеца Чарлз Ръбърт. Той участва и в първата международна среща между два атлетически тима - Оксфорд срещу Йейл през 1894 г. Освен всичко друго Фрай се е пускал и в спринтовите дистанции, където също записва няколко най-добри постижения на Англия. Извън спортната си кариера той е бил журналист, а познанието му на гръцки и латински език го превръща в още по-голям феномен за своето време.